# NGC 16
NGC 16 é uma galáxia elíptica (E/SB0) localizada na direcção da constelação de Pegasus. Possui uma declinação de +27° 43' 48" e uma ascensão recta de 0 horas, 09 minutos e 04,2 segundos.
A galáxia NGC 16 foi descoberta em 8 de Setembro de 1784 por William Herschel.